# Leipziger Eisenbahnverkehrsgesellschaft
Die LEG Leipziger Eisenbahnverkehrsgesellschaft mbH ist ein Eisenbahnverkehrsunternehmen mit Sitz in Delitzsch, Sachsen. Es ist hauptsächlich im Güterverkehr tätig. Die LEG ist Mitglied des Allgemeinen Vertrages für die Verwendung von Güterwagen.

## Leistungsprofil
Die LEG befördert Ganzzüge im nationalen und grenzüberschreitenden Verkehr mit Diesel- und Elektrolokomotiven. Dabei ist sie insbesondere auf den Transport von Gefahrgütern, Zement und Abfall spezialisiert. Außerdem führt sie Baumaschinen- und Baustofftransporte als Frachtführer durch und betreibt Anschlussbahnen.
Die LEG führt weiterhin den fachpraktischen Unterricht im Rahmen der Ausbildung zum Eisenbahnfahrzeugführer Klasse 3 im dualen Bildungssystem gemeinsam mit dem Verband Deutscher Eisenbahnfachschulen im Bildungszentrum Halle durch.

## Geschichte
Das Unternehmen wurde 1999 als Rail Management GmbH & Co. KG gegründet und erhielt im Mai 2001 die Genehmigung zum Erbringen von Eisenbahnverkehrsleistungen im Personen- und Güterverkehr und einen Monat später die Erlaubnis zur Eröffnung des Betriebs als öffentliches Eisenbahnverkehrsunternehmen. 2008 erfolgte der Beitritt zum Beitritt zum Allgemeinen Vertrag für die Verwendung von Güterwagen. 2008 wurde eine Wartungs- und Instandhaltungshalle in Delitzsch am Unteren Bahnhof in Betrieb genommen. Anfang 2018 zog das Unternehmen nach Leipzig um.

## Trivia

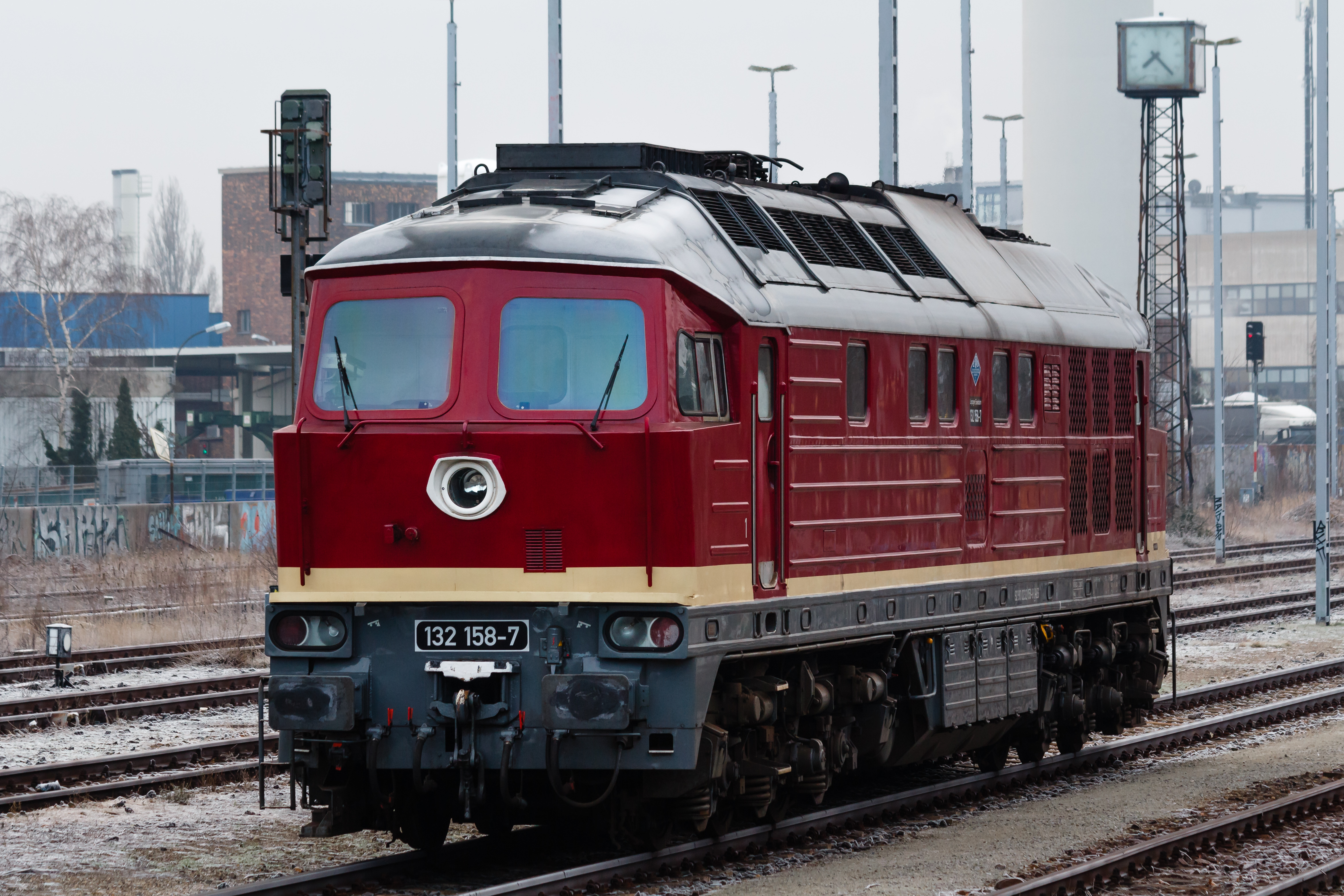
132 158-7 der LEG

Die Lokomotiven 92 80 0232 158 und  91 80 6155 137 sind mit den DR-Nummern 132 158 und 250 137 versehen. Beide Lokomotiven sehen damit äußerlich einschließlich der Nummernschilder nahezu aus wie zu Zeiten der Deutschen Reichsbahn. Die andere Lokomotive der Reihe 232 und die vier der Reihe 202 verkehren zwar auch im Anstrich der Deutschen Reichsbahn, aber mit Nachwende-Betriebsnummern.
Des Weiteren erwarb die LEG im Dezember 2015 weitere Lokomotiven der Baureihe 232. Darunter befindet sich auch die ehemalige DB-Lokomotive 92 80 1232 701. Diese bespannte im Jahre 1989 einige der Sonderzüge, mit denen DDR-Flüchtlinge aus der Prager Botschaft in die Bundesrepublik Deutschland befördert wurden.